# Finais da NBA de 1996

As finais da NBA de 1996 foram a série de jogos que definiram o campeão da temporada de 1995-96 da National Basketball Association (NBA) e o fim da pós-temporada. O campeão da Conferência Oeste, Seattle SuperSonics (64–18), enfrentou o Chicago Bulls, campeão da Conferência Leste (72–10), o time de Chicago tinha a vantagem do mando de quadra. As 136 vitórias combinadas entre os times durante a temporada regular quebraram o recorde anterior de 125, estabelecido em 1985 entre o Los Angeles Lakers, que venceu 62 jogos, e o Boston Celtics, que venceu 63 jogos na temporada regular passada. A série, foi a 50ª final da NBA na história da liga, sendo disputada no formato de melhor de sete. Este foi o primeiro campeonato da sequência de três títulos do Chicago Bulls.
Chicago venceu a série por 4 jogos a 2. Michael Jordan foi eleito o MVP das Finais, pela quarta vez em sua carreira.

## Retrospecto

### Chicago Bulls
O Chicago Bulls vinha de uma temporada em que foram derrotados na segunda rodada da pós-temporada, para o Orlando Magic. No início da temporada seguinte, Chicago não era mais o mesmo que havia sido campeão na temporada de 1993, tendo perdido jogadores importantes de seu primeiro tricampeonato, John Paxson havia se aposentado, enquanto Bill Cartwright, Horace Grant, B. J. Armstrong, Stacey King, Will Perdue e Scott Williams deixaram a equipe.
Em seu lugar havia um novo núcleo de jogadores como Luc Longley, Toni Kukoč, Steve Kerr, Ron Harper, Jud Buechler, Bill Wennington e Randy Brown. Mas talvez a maior contratação da equipe tenha sido Dennis Rodman, um veterano de nove anos, que havia sido o jogador com mais rebotes na liga por quatro anos seguidos, e cujo estilo de vida era considerado controverso.
O resultado final desse conjunto foi a melhor temporada regular de qualquer time na história da NBA na época, já que o Bulls venceu um total de 72 jogos. Eles continuaram ganhando força durante a pós-temporada, eliminando o Miami Heat na primeira rodada, na segunda rodada eliminaram o New York Knicks, após 5 jogos.. As finais de conferência foram uma revanche da temporada anterior contra o Orlando Magic, que terminou com o Chicago Bulls vencendo a melhor de 7 por 4 a 0.

### Seattle SuperSonics
O SuperSonics eram liderados por Gary Payton e Shawn Kemp, tendo George Karl como treinador. A equipe era considerada uma forte concorrente ao título em meados da década de 1990, mas o mais próximo que chegou da final foi em 1993, quando perdeu para o Phoenix Suns em sete jogos nas finais da Conferência Oeste.
Duas eliminações seguidas na primeira rodada seguiram, incluindo a surpreendente derrota em 1994 para o oitavo colocado Denver Nuggets (o Sonics tinha a melhor campanha naquele ano). Motivado por uma série de perdas na pós-temporada, Seattle terminou a temporada regular de 1996 com 64 vitórias.
Seattle começou a pós-temporada vencendo o Sacramento Kings, por 3 jogos a 1, seguido de 4 vitórias seguidas na segunda rodada contra os atuais campeões Houston Rockets. Nas finais de conferência venceram o Utah Jazz e se classificaram para sua primeira final da NBA desde a temporada de 1979.

### Jogos da temporada regular
Ambos os times se enfrentaram duas vezes durante a temporada regular, cada jogo foi vencido pelo seu respectivo mandante.
| 25 de Novembro de 1995 |  | Chicago Bulls 92, Seattle SuperSonics 97 | Chicago Bulls 92, Seattle SuperSonics 97 | Chicago Bulls 92, Seattle SuperSonics 97 |  | Key Arena, Seattle, Washington |  |

|  |  |  |  |  |

## Resumo da série
| Jogo   | Data                      | Time visitante      | Resultado    | Equipe da casa      |
| ------ | ------------------------- | ------------------- | ------------ | ------------------- |
| Jogo 1 | Quarta-feira, 5 de Junho  | Seattle SuperSonics | 90-107 (0-1) | Chicago Bulls       |
| Jogo 2 | Sexta-feira, 7 de Junho   | Seattle SuperSonics | 88-92 (0-2)  | Chicago Bulls       |
| Jogo 3 | Domingo, 9 de Junho       | Chicago Bulls       | 108-86 (3-0) | Seattle SuperSonics |
| Jogo 4 | Quarta-feira, 12 de Junho | Chicago Bulls       | 86-107 (3-1) | Seattle SuperSonics |
| Jogo 5 | Sexta-feira, 14 de Junho  | Chicago Bulls       | 78-89 (3-2)  | Seattle SuperSonics |
| Jogo 6 | Domingo, 16 de Junho      | Seattle SuperSonics | 75-87 (2-4)  | Chicago Bulls       |